# Rozmnażanie bezpłciowe

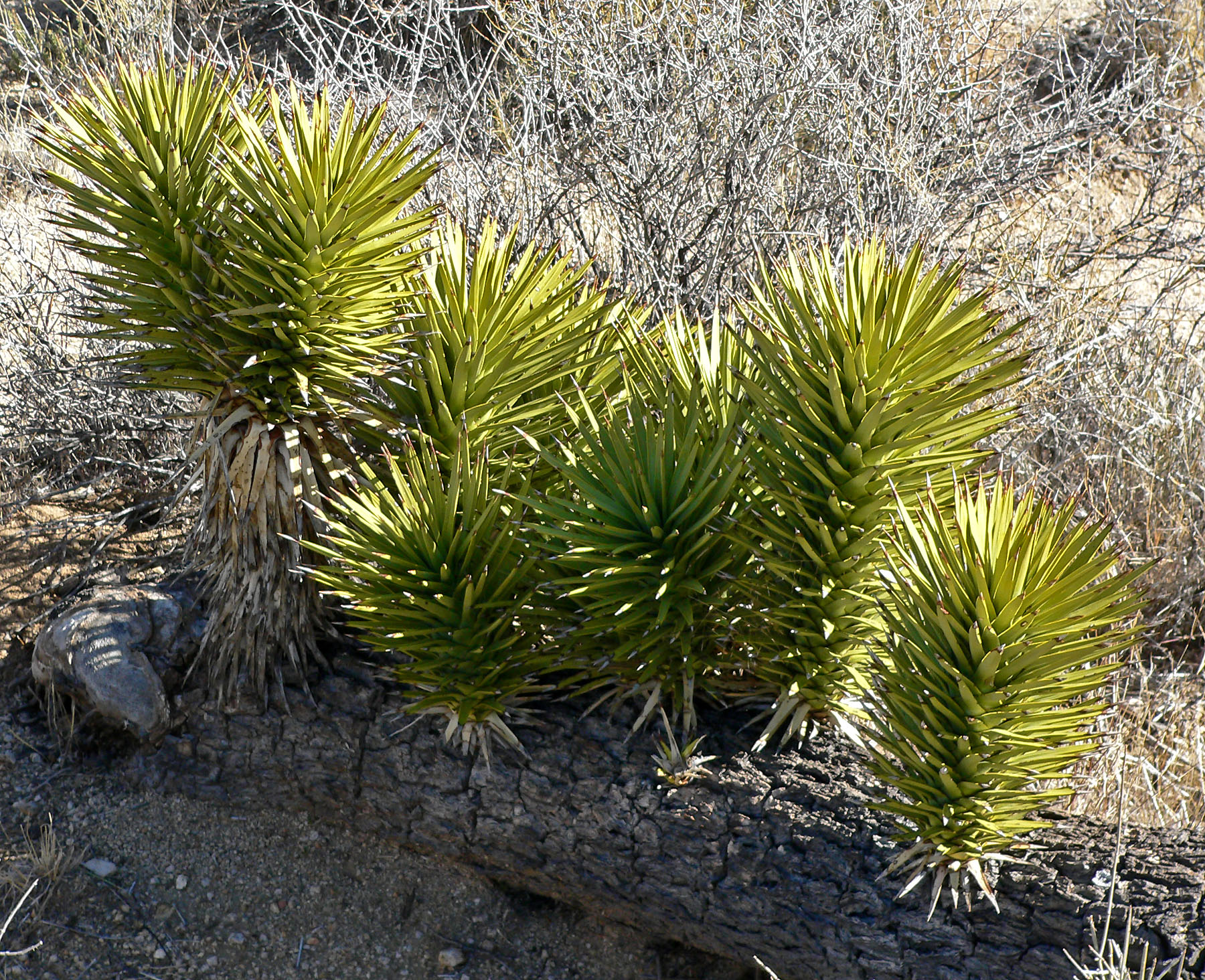
Początkowy etap rozmnażającej się wegetatywnie jukki, w którym z pnia rośliny macierzystej wybijają pędy

Rozmnażanie bezpłciowe, wegetatywne, agamiczne – typ rozmnażania organizmów, który nie jest związany z wytwarzaniem komórek generatywnych, czyli gamet. Organizm potomny powstaje z części organizmu rodzicielskiego. U bakterii może dojść do prostego przewężenia i powstania dwóch komórek potomnych z jednej rodzicielskiej, organizm rozgwiazdy może zostać odtworzony tylko z jednego ramienia oderwanego od organizmu rodzicielskiego, rośliny mogą wytwarzać bulwy, cebule, rozłogi, porosty urwistki itd. (patrz typy rozmnażania bezpłciowego poniżej).
W rozmnażaniu bezpłciowym organizm potomny otrzymuje zestaw genów identyczny z organizmem rodzicielskim. Ewentualne zmiany genotypu odbywają się zazwyczaj na drodze mutacji. Organizmy rozmnażające się bezpłciowo o genotypach mało podatnych na mutacje są gorzej przystosowane do zmieniających się warunków środowiska (w związku z brakiem rekombinacji). Ten typ rozmnażania umożliwia im jednak szybkie zasiedlenie wolnej niszy ekologicznej pojawiającej się efemerycznie.
Rozmnażanie bezpłciowe, nazywane w tym przypadku rozmnażaniem wegetatywnym, wykorzystywane jest do rozmnażania odmian uprawnych wielu gatunków roślin użytkowych. W sadownictwie, w szkółkarstwie sadowniczym i szkółkarstwie ozdobnym jedną z najczęstszych metod jest szczepienie. Ponadto często wykonuje się sadzonkowanie, czyli ukorzenianie fragmentów roślin, a także fizyczny podział roślin.

## Rodzaje rozmnażania bezpłciowego
- regeneracja
- pączkowanie
- poprzez podział komórki
- fragmentacja plechy
- poprzez bulwy
- poprzez kłącza
- poprzez cebule
- poprzez rozłogi
- poprzez pączki zimowe
- przez rozmnóżki
- poprzez zarodniki
- poliembrionia